# Красная Пресня (Тверская область)
Красная Пресня — деревня в Калининском районе Тверской области. Входит в Кулицкое сельское поселение.

## География
Деревня находится при железнодорожной платформе Кулицкий Мох (линия Москва — Санкт-Петербург) в 22 км к северо-западу от центра Твери и в 18 км к юго-востоку от Лихославля.

## Население
| 2008 | 2010 |
| ---- | ---- |
| 72   | ↘43  |